# Косувка (Підкарпатське воєводство)
Косувка (пол. Kosówka) — село в Польщі, у гміні Вадовиці-Ґурні Мелецького повіту Підкарпатського воєводства.
Населення — 198 осіб (2011).
У 1975—1998 роках село належало до Тарновського воєводства.

## Географія
Селом протікає річка Брень.

## Демографія
Демографічна структура станом на 31 березня 2011 року:
|          | Загалом | Допрацездатний вік | Працездатний вік | Постпрацездатний вік |
| -------- | ------- | ------------------ | ---------------- | -------------------- |
| Чоловіки | 100     | 32                 | 57               | 11                   |
| Жінки    | 98      | 20                 | 55               | 23                   |
| Разом    | 198     | 52                 | 112              | 34                   |